# Крейсера проекта 84
Проект 84 — нереализованный советский проект крейсера ПВО.

## История
В 1954 году Главком ВМФ СССР Н. Г. Кузнецов инициировал разработку крейсера ПВО, получившего номер проекта 84. Эскизный проект корабля должен был быть готов ко II кварталу 1958 года, а технический — к I кварталу 1959 года. Предполагалось строительство серии из 5 крейсеров на судостроительных заводах № 189 и № 444. Ввод в строй планировался в 1964 году.
Общие размеры крейсера проекта 84 были сопоставимы с размерами крейсеров проекта 68-бис. Конструкция корпуса — гладкопалубная. Полное водоизмещение должно было составлять 14-15 тысяч тонн, скорость полного хода — 32 узла, дальность плавания экономическим ходом — 5000 миль.
Вооружение у чисто артиллерийского крейсера было особым. В качестве главного калибра должны были использоваться мощные универсальные 180-мм двухорудийные башенные установки СМ-48. По проекту угол возвышения орудия составлял от −3 до +76 градусов, наклонная дальность стрельбы — 36 км, досягаемость по высоте — 23 км, скорострельность приблизительно 9-10 выстрелов в минуту. Башни располагались линейно-возвышенно по две в носу и на корме.
Помимо СМ-48, крейсер должен был нести шесть 100-мм спаренных башенных артустановок СМ-52 и шесть 57-мм 4-ствольных зенитных автоматов ЗиФ-75. И те и другие располагались побортно. Управление артиллерией предполагалось с помощью одного КДП с РЛС (для стрельбы по морским и воздушным целям) и двух стрельбовых РЛС для зенитного калибра («Фут-Б» или «Турель»). Дополнительно на корабле предусматривалось базирование двух вертолетов Ка-15, для которых предназначался подпалубный ангар с подъемником.
После снятия Н. Г. Кузнецова с должности Главкома все работы по крейсеру проекта 84 были прекращены.